# Joaquín Lavín León
Joaquín José Lavín León, también conocido como Joaquín Lavín Jr. (Santiago, 25 de mayo de 1979) es un administrador de empresas y político chileno, independiente, luego de renunciar a su militancia en la Unión Demócrata Independiente (UDI). Actualmente se desempeña como diputado por el distrito N.° 8 desde 2018. Ejerció el mismo cargo por el antiguo distrito N.° 20, entre 2014 y 2018.
Desde fines de 2024 es investigado por lavado de activos, fraude al fisco y tráfico de influencias, durante el periodo en que su esposa Cathy Barriga ejerció como alcaldesa de Maipú. En 2025, reconoció haber realizado fraude por rendiciones de facturas ideológicamente falsas.

## Biografía
Nació el 25 de mayo de 1979, en Santiago, siendo hijo de los también políticos Joaquín Lavín Infante y María Estela León Ruíz.
Estudió en el Colegio Cordillera y en el Colegio Alcázar de Las Condes, donde terminó sus estudios secundarios en 1997. Ingresó a estudiar Ingeniería Comercial en la Universidad Adolfo Ibáñez y, posteriormente, en la Universidad de Los Andes. Continuó su formación en la Universidad Internacional de Cataluña, España, donde se graduó de Administrador y Director de Empresas.
En España trabajó en una consultora de marketing y como empresario independiente se dedicó a la producción de eventos.
Está casado desde 2009 con la exalcaldesa de Maipú, Cathy Barriga, y es padre de dos hijos.

## Trayectoria política y pública
Ha participado en tres campañas electorales de su padre, Joaquín Lavín: estuvo en sus campañas presidenciales de 1999-2000 y 2005-2006, en esta última como coordinador regional, y en la senatorial del año 2009. También fue jefe de campaña del candidato a diputado Alberto Cardemil Herrera.
En 2004 fue jefe de campaña de su madre, Estela León Ruiz, quien postuló al cargo de concejala de la Municipalidad de Santiago en las elecciones municipales de ese mismo año.
En 2009 se incorporó a trabajar en el Área de Cultura de la Municipalidad de Santiago. En 2011 fue jefe de la campaña del político Marcelo Torres, candidato del partido Renovación Nacional a la alcaldía de Maipú para las elecciones municipales de 2012. Luego que este último desistiera de su postulación, en mayo de 2012, fue confirmado para llenar ese cupo, primero como independiente con el apoyo de RN y luego, con el apoyo de la UDI. Sin embargo, no resultó elegido.
En abril de 2013, se integró al partido Unión Demócrata Independiente y ese mismo mes, el partido lo proclamó candidato a diputado por el Distrito N ° 20, Región Metropolitana de Santiago.
Participa de las comisiones de Economía y Desarrollo social, superación de la pobreza y planificación. Anteriormente lo hizo en las comisiones de Vivienda y Desarrollo Urbano, Relaciones Exteriores, Familia y Adulto Mayor.

## Controversias

### Accidente automovilístico (2000)
El 1 de enero de 2000, Lavín León chocó contra un poste del alumbrado público. El peritaje detectó la presencia de 0,9 gramos de alcohol por litro en su sangre, por lo cual recibió una multa de $31.600 y 60 días de suspensión de su licencia de conducir.

### Intervenciones e inasistencias parlamentarias (2022-)
En enero de 2022 fue catalogado como el parlamentario que menos intervenciones ha tenido en la Sala durante su ciclo político iniciado en el 11 de marzo del 2018, con solo 7 intervenciones a lo largo de 4 años.
Otro antecedente de su ética laboral es que durante 2019 llegó tarde al 82% de las sesiones con un promedio de 58 minutos de retraso. De acuerdo a una investigación realizada por Radio Bio-Bío, en las 49 jornadas de trabajo legislativo desarrolladas entre entre octubre del 2022 y enero del 2023, el diputado llegó a todas con un promedio de 55 minutos de tardanza. Inclusive, en la sesión de fecha 7 de marzo, llegó con un retraso de 2 horas, estando por 27 segundos en la sala. Ante su atrasos, indicó que para él "nunca ha sido una preocupación".
Sin embargo, según reportó el periódico La Tercera, Lavín León registró entre 2022 y 2024, un 91,3% de asistencia, siendo mayor que el promedio que tienen otras bancadas políticas.

### Caso Barriga (2024-)
El 29 de octubre del 2024, sus oficinas fueron allanadas producto de una arista en la causa de facturas falsas donde se encuentra involucrada su esposa Cathy Barriga, quien se encuentra bajo la medida cautelar de prisión preventiva desde el 12 de noviembre del mismo año.
El 17 de febrero de 2025 reconoció fraude y devolvió 7 millones de pesos al Congreso por rendición de facturas falsas.Según publicó El Mostrador, "el acto, en rigor, no extingue el delito y continúa en calidad de imputado".Al día siguiente, la Fiscalía lo acusó de intervenir en la declaración de un testigo clave en el caso de su esposa.

## Historial electoral
| Año  | Tipo           | Territorio    | Pacto                   | Partido | Votos  | %     | Resultado  |
| ---- | -------------- | ------------- | ----------------------- | ------- | ------ | ----- | ---------- |
| 2012 | Municipales    | Maipú         | Coalición por el Cambio | RN      | 38 946 | 34.14 | No elegido |
| 2013 | Parlamentarias | 20.º distrito | Alianza                 | UDI     | 57 887 | 23.64 | Diputado   |
| 2017 | Parlamentarias | 8.º distrito  | Chile Vamos             | UDI     | 75 973 | 15.74 | Diputado   |
| 2021 | Parlamentarias | 8.º distrito  | Chile Podemos Más       | UDI     | 33 111 | 7.04  | Diputado   |